# Zaozhuang, Anhui
Zaozhuang (kinesiska: 枣庄) är en köping i östra Kina. Den ligger i stadsdistriktet Yingdong i staden Fuyang i provinsen Anhui, omkring 160 kilometer nordväst om provinshuvudstaden Hefei. Antalet invånare är 33582. Befolkningen består av 16 442 kvinnor och 17 140 män. Barn under 15 år utgör 22,0 %, vuxna 15-64 år 66 %, och äldre över 65 år 10,0 %.